# IDubbbz
Ian Jomha, né le 27 juillet 1990 à San Antonio, plus connu sous le pseudonyme iDubbbz, est un vidéaste américain. 
Il est connu pour ses séries de vidéos Content Cop, Bad Unboxing et Kickstarter Crap. Il possède également les chaînes YouTube iDubbbzTV2 et iDubbbzgames.

## Carrière
iDubbbz est reconnu pour son humour satirique et noir, et pour avoir réalisé plusieurs vidéos qui sont devenus des mèmes Internet. Il a collaboré avec des personnalités telles que HowToBasic ou FilthyFrank.

### Content Cop
La série Content Cop de met en évidence d'autres chaînes YouTube, critiquant leur contenu ainsi que le comportement de leur propriétaire sur les réseaux sociaux. Carter a produit Content Cop sur une grande variété de personnalités YouTube telles que Tana Mongeau, RiceGum, Keemstar, ou LeafyIsHere. 
Le plus célèbre était celui à l'encontre du youtubeur/rappeur RiceGum, mis en ligne en octobre 2017 sous le nom de Content Cop - Jake Paul, qui comptait plus de 50 millions de vues en 2023. Ian l'a nommée Jake Paul expliquant qu'il ne voulait pas lui donner la satisfaction d'avoir son nom dans le titre ou son visage dans la miniature. Pour coïncider avec l'épisode de Content Cop, Carter avait publié un diss track intitulé Asian Jake Paul, qui comptait plus de 86 millions de vues en mars 2023,,,. La chanson a été produite en collaboration avec Dave Brown "Boyinaband" et des personnalités éminentes de YouTube telles que PewDiePie, Jack Douglass et Ethan Klein. La chanson a atteint la 24e place sur le tableau des ventes de chansons numériques R&B/Hip-hop .   
En mai 2023, Ian a retiré les vidéos Content Cop de sa chaîne après s'être excusé auprès de chaque créateur qu'il a critiqué dans la série, pour les avoir harcelés et incité au harcèlement de ses fans. Il s'est également excusé d'avoir créé "un contenu blessant et préjudiciable" à travers la vidéo Content Cop sur Mongeau, et son utilisation d'insultes raciales et homophobes.   

### Creator Clash
En janvier 2022, iDubbbz a annoncé Creator Clash, un événement caritatif de boxe de célébrités qui a eu lieu le 14 mai 2022, dans lequel lui même se battra. L''événement a eu lieu à Tampa, en Floride, et a également été diffusé en direct. 
Une deuxième édition a eu lieu le 15 avril 2023.

## Vie privée
En mars 2020, de nombreux fans d'iDubbbz se sont indignés après que sa petite amie, Anisa Jomha, a annoncé ouvrir un compte OnlyFans sur Twitter. 
Ils se sont mariés le 28 juin 2021 et Ian a pris son nom de famille.